# Arachnomimus micropthalmus
Arachnomimus micropthalmus är en insektsart som beskrevs av Lucien Chopard 1929. Arachnomimus micropthalmus ingår i släktet Arachnomimus och familjen syrsor. Inga underarter finns listade i Catalogue of Life.